# 環境デザイン研究室
環境デザイン研究室（かんきょうデザインけんきゅうしつ）とは、日本の大学にある研究室で、おもに環境デザインに関連した事項を専門とする研究室。

## 主な研究室
- 京都大学大学院農学研究科 環境デザイン学研究室
- 東京大学大学院工学系研究科都市工学専攻・工学部都市工学科 環境デザイン研究室
- 東京工芸大学#学部建築学科環境デザイン分野 空気環境デザイン研究室
- 千葉大学園芸学部緑地環境学科 都市環境デザイン学研究室
- 千葉大学#研究科工学研究科デザイン科学専攻環境デザイン研究室
- 大阪大学#研究科工学研究科環境・エネルギー工学専攻及大阪大学工学部環境・エネルギー工学科共生環境デザイン学講座都市環境デザイン学領域環境デザイン研究室
- 大阪工業大学工学部 環境デザイン研究室
- 明治大学農学部農学科 環境デザイン研究室
- 明治大学生田校舎/理工学部建築学科建築環境デザイン研究室
- 近畿大学総合社会学部環境系専攻 都市計画・環境デザイン研究室
- 近畿大学産業理工学部 環境デザイン研究室
- 早稲田大学#学術院日本語教育研究科 学習環境デザイン研究室
- 早稲田大学理工学術院創造理工学研究科建築学専攻 都市空間・環境デザイン研究室
- 実践女子大学生活科学部生活環境学科 環境デザイン研究室
- 日本工業大学建築デザイン学群生活環境デザイン学科 福祉住環境デザイン研究室
- 九州工業大学工学部建設社会工学科 環境デザイン研究室
- 南九州大学#学部・学科環境園芸学科 環境デザイン研究室
- 大阪電気通信大学総合情報学部デジタルゲーム学科 環境デザイン研究室
- 日本大学工学部建築学科 人間環境デザイン研究室
- 名古屋工業大学工学部 環境デザイン研究室
- 京都市立芸術大学美術学部デザイン科環境デザイン専攻 環境デザイン研究室
- 京都造形芸術大学芸術学部 環境デザイン研究室
- バイオ環境学部バイオ環境デザイン学科 流域環境デザイン研究室
- 関西大学工学部建築学科 建築環境デザイン研究室
- 愛知県立芸術大学#大学院美術研究科 環境デザイン研究室
- 神戸大学大学院工学研究科建築学専攻 建築設計・環境デザイン研究室
- 神戸大学学習支援環境デザイン研究室
- 東京電機大学#情報環境学部 メディア環境デザイン研究室
- 東京都市大学#学部 環境デザイン研究室
- 山口県立大学#学部・学科 環境デザイン研究室
- 高知大学#学部応用理学科情報科学コース 学習環境デザイン研究室
- 法政大学#デザイン工学部 人間・社会環境デザイン研究室
- 摂南大学#学部住環境デザイン学科 建築・環境デザイン研究室
- 多摩美術大学美術学部 環境デザイン研究室